# 弗里德里希堡要塞
54°42′16″N 20°29′38″E / 54.70444°N 20.49389°E

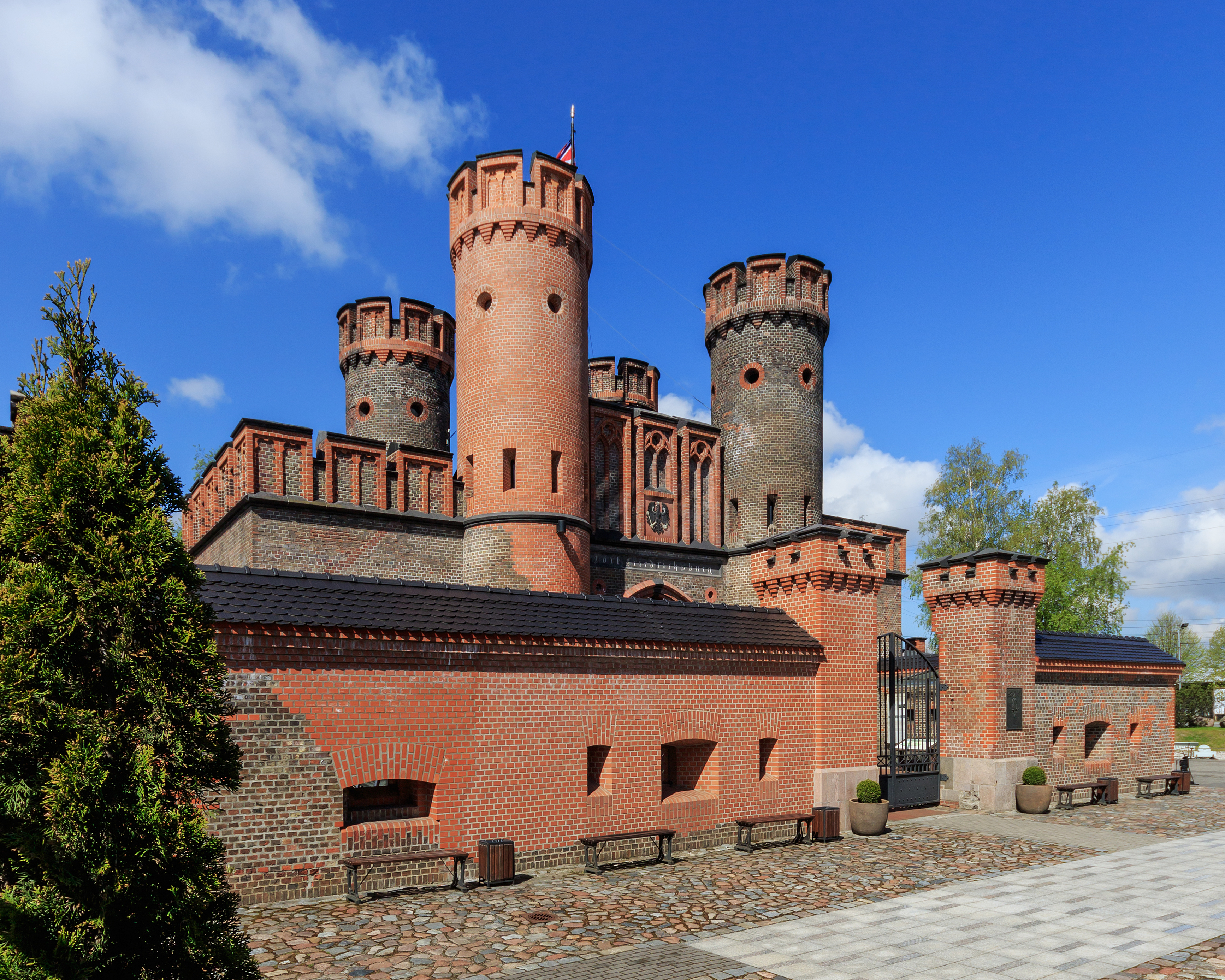
弗里德里希堡要塞

弗里德里希堡要塞是位於俄羅斯城市加里寧格勒的一座堡壘建築。該建築在柯尼斯堡時期曾是一座堡壘，包括指揮所、宿舍、倉庫、監獄等建築，並設有一個小型教堂。為了修建鐵路，該要素在1910年被出售給鐵路公司，大部分建築被拆除。現在弗里德里希堡要塞僅存城門部分弗里德里希門（俄语：Фридрихсбургские ворота）。2010年代，建築得到修復，是世界海洋博物館的一部分